# Luz
Luz là một đô thị thuộc bang Minas Gerais, Brasil. Đô thị này có diện tích 172,129 km², dân số năm 2007 là 3688 người, mật độ 20,9 người/km².